# Ruiny kościoła św. Jana w Zielonej Górze
Ruiny kościoła świętego Jana – jeden z zabytków Zielonej Góry w województwie lubuskim. Znajduje się w dzielnicy Zatonie, dawniej wsi, od 2015 roku dzielnicy miasta.

## Architektura
Świątynia została wzniesiona zapewne w 2 połowie XIII wieku. Pierwsza wzmianka o niej pochodzi z 1376 roku. Zbudowano ją z kamienia polnego, rudy i cegły. Kościół jest budowlą salową i nie posiada wydzielonego prezbiterium. Przy północnej ścianie znajduje się zakrystia. Od 1833 roku świątynia jest zrujnowana, zachowała się resztka jej muru do wysokości dawnego gzymsu.